# Соматино
Соматѝно (на италиански: Sommatino, на сицилиански Summatinu, Суматину) е градче и община в Южна Италия, провинция Калтанисета, автономен регион и остров Сицилия. Разположено е на 359 m надморска височина. Населението на общината е 7263 души (към 2012 г.).